# 富谷市立富谷中学校
富谷市立富谷中学校（とみやしりつ とみやちゅうがっこう）は、宮城県富谷市穀田土間沢にある公立中学校。通称は「富中」（とみちゅう）。西成田教室が学びの多様化学校（いわゆる不登校特例校）に指定されている。
なお、上記で述べたように本校の通称は「富中」（とみちゅう）であるが、隣市に位置する仙台市立富沢中学校も同じく「富中」（とみちゅう）と呼ばれるため、混同しないように注意が必要である。

## 学区
- 富谷市立富谷小学校学区

## 沿革
- 1947年（昭和22年）4月1日 - 富谷村立富谷中学校として開校
- 1963年（昭和38年）4月1日 - 町制施行にともない富谷町立富谷中学校に改称。
- 1983年（昭和58年）4月 - 生徒数増加に伴い、富谷中より富谷町立富谷第二中学校が分離開校する。
- 2016年（平成28年）10月10日 - 市制施行にともない現校名へ改称。
- 2022年（令和4年）4月 - 不登校特例校として、富谷中学校西成田教室開設[2]。